# Khaira
Khaira (nep. खैरा) – gaun wikas samiti w zachodniej części Nepalu w strefie Rapti w dystrykcie Pyuthan. Według nepalskiego spisu powszechnego z 2001 roku liczył on 829 gospodarstw domowych i 4628 mieszkańców (2446 kobiet i 2182 mężczyzn).